# 현대H&S
현대H&S는 현대백화점그룹의 계열사이다.

## 역사
2009년 4월 1일 현대B&P로 설립되어 2010년 4월 현대엠알오로 상호변경하였고 같은해 10월 다시 현대H&S로 상호변경하였다. 2017년 12월 5일 현대리바트와 흡수합병하였다.